# Gemeindelieder (1942)

Vorderansicht des Gesangbuches

Gemeindelieder ist ein Gesangbuch, das ab 1942 im damals neu gegründeten Bund Evangelisch-Freikirchlicher Gemeinden (BEFG) bei gottesdienstlichen Zusammenkünften neben weiteren Gesangbüchern genutzt wurde. Es ist nicht zu verwechseln mit dem gleichnamigen Kirchengesangbuch Gemeindelieder, das von 1978 bis 2003 das offizielle Gesangbuch sowohl im Bund Evangelisch-Freikirchlicher Gemeinden als auch im Bund Freier evangelischer Gemeinden war.

## Hintergrund
Im BEFG hatten sich freikirchliche Christen unterschiedlicher Frömmigkeitsstile und Liedguttraditionen zusammengefunden. Zum einen waren dies die Baptisten, die seit 1834 in Deutschland tätig sind, und zum anderen Teile der sogenannten Brüderbewegung (in Deutschland seit 1850), die sich 1937 zum Bund freikirchlicher Christen (BfC) zusammengeschlossen hatten. Beide bis dahin eigenständigen Zusammenschlüsse vereinigten sich 1942 zum Bund Evangelisch-Freikirchlicher Gemeinden.
Das Vorwort der Gemeindelieder bezeichnet diesen Zusammenschluss als Grund für die Herausgabe des neuen Liederbuches, das vor allem bei „gemeinsamen Zusammenkünften“ von Baptisten und Mitgliedern der Brüderbewegung genutzt werden und zum Erlernen des jeweils anderen Liedgutes anleiten sollte. Aus diesem Grund wurde bei den im Gesangbuch befindlichen Liedern auch auf die Angabe der jeweiligen Kirchenliederdichter verzichtet, „damit wir zunächst ohne Vorurteil die Lernenden sind und uns ganz der Sache hingeben“. „Der gewaltige Kampf unseres Volkes um seine nationale Identität“ – so das Vorwort der Gemeindelieder – „läßt [...] nicht zu, daß wir gegenwärtig ein größeres Liederbuch herstellen.“
Wie lange die Gemeindelieder von 1942 im Bund Evangelisch-Freikirchlicher Gemeinden genutzt wurden, konnte bislang nicht festgestellt werden.

## Umfang und Aufbau der Liedersammlung
Das Gesangbuch umfasst 103 vierstimmig gesetzte Lieder, die dem Vorwort folgen. Daran schließt sich ein Sachregister sowie das alphabetische Verzeichnis der Lieder an. Hier sind auch die Namen der Liederdichter eingefügt.
Die Lieder sind unter folgenden Gesichtspunkten sortiert: Lob und Anbetung (10), Dank und Fürbitte (8), Der Heiland (4), Der Gekreuzigte (4), Der Auferstandene (3), Der Erhöhte (3), Der Wiederkommende (4), Rechtfertigung und Kindschaft (9), Kampf und Sieg (9), Andacht und Verkündigung (7), Taufe der Gläubigen (3), Mahl des Herrn (10), Gemeinde Jesu (7), Ewigkeit in der Zeit (7), Mission (5), Evangelisation (7), Schlusslieder. Auffällig ist die hohe Anzahl von Liedern mit christologischem Inhalt. Weihnachtslieder fehlen allerdings völlig.
Neben einigen Liedern aus der klassischen Epoche des evangelischen Liedes (unter anderen Martin Luther, Paul Gerhardt, Joachim Neander) enthält das Liederbuch vor allem Liedgut der pietistischen, Herrnhuter und der erwecklich-methodistischen Tradition. Die Lieder der Brüderbewegung stammen von Julius Löwen, Carl Brockhaus, Rudolf Brockhaus und Julius Anton von Poseck, die der Baptistengemeinden von Gottfried Wilhelm Lehmann. Julius Köbner, Gründervater der Baptisten, der jüdischer Herkunft und seinerzeit wohl bekanntester baptistischer Liederdichter war, ist hingegen nicht im Liederbuch vertreten.